# Robin Gibb
Robin Hugh Gibb (Douglas, 22 dicembre 1949 – Londra, 20 maggio 2012) è stato un cantante, compositore, arrangiatore e produttore britannico.

## Biografia

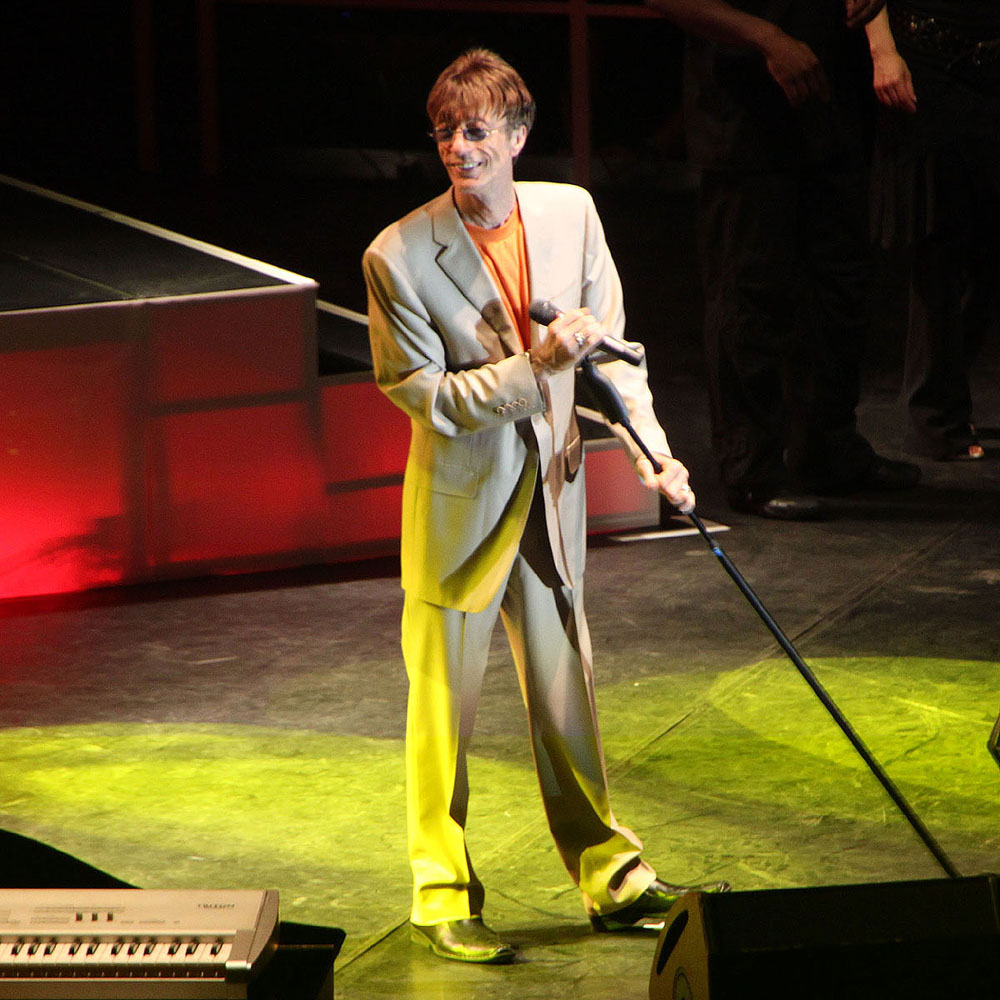
Robin Gibb in concerto a Lipsia nel 2009

È uno dei fratelli Gibb, con i quali formava il trio dei Bee Gees.Dopo la morte di Maurice nel 2003, i due fratelli rimasti decisero di sciogliersi proprio per rispetto alla memoria del loro fratello, continuando  in maniera indipendente le loro carriere. Nel 2009 annunciarono il ritorno al nome Bee Gees. Dopo la scomparsa di Robin nel 2012, si concluse la storia del gruppo.
Britannici di nascita, i fratelli cominciarono a farsi conoscere in Australia. Sono considerati tra i gruppi più noti, importanti, influenti, e innovativi della storia della musica pop.
Nel 1969, dopo il  temporaneo abbandono della band, pubblicò  il singolo Saved by the bell, mentre  l'anno successivo uscì l'album Robin's Reign. Robin negli anni 80 pubblicherà tre album How Old Are You? nel 1983, con la canzone Juliet (N1 in Italia), Secret Agent nel 1984, con  Boys To Fall in Love ( Top 5 in Italia), e  Walls Have Eyes nel 1985. Negli anni pubblicherà altri album, Magnet nel 2003, e   quello natalizio My Favourite Christmas Carols nel 2006. Nel 2014 uscirà l'album postumo 50 St. Catherine's Drive.
Nel dicembre 2010 gli fu diagnosticato un cancro al colon diffuso al fegato. Nel febbraio 2012  le cure sembravano aver fatto effetto, ma il 28 marzo 2012 venne ricoverato in una clinica di Chelsea per un intervento chirurgico.  Il 14 aprile le sue condizioni peggiorarono ed entrò in coma per otto giorni, a causa di una polmonite. Si risvegliò il 22 aprile, mentre, secondo la moglie Dwina, il fratello Barry gli intonava Crying di Roy Orbison. Tuttavia le sue condizioni rimasero molto gravi, e morì la sera del 20 maggio all'età di 62 anni.

## Vita privata
Gibb è  stato sposato 2 volte, nel 1968 con Mollis Hullis, una segretaria della casa di produzione di Robert Stigwood. I due erano riusciti a salvarsi nel grave disastro ferroviario di Londra del 5 novembre 1967 (Hither Green Rail Crash). Ebbero due figli, Spencer nato nel 1972, e Melissa nata nel 1974. Divorziarono nel 1980. Nel 1985 sposò Dwina Murphy, una scrittrice interessata alla storia dei Celti, insieme hanno avuto un figlio Robin-John nato nel 1983. All'età di 50 anni, Gibb iniziò una relazione con la propria governante, Claire Yang,  con la quale ebbe il suo quarto figlio, Snow Evelyn Juliet, nata nel 2008.
Negli ultimi anni della sua vita  si era impegnato a raccogliere fondi per permettere l'edificazione del Memoriale del RAF Bomber Command dedicato agli equipaggi del Bomber Command.

## Discografia

### Album in studio
- 1970 - Robin's Reign
- 1983 - How Old Are You?
- 1984 - Secret Agent
- 1985 - Walls Have Eyes
- 2003 - Magnet
- 2006 - My Favourite Christmas Carols
- 2014 - 50 St. Catherine's Drive
- 2015 - Sing Slowly Sisters

### Album dal vivo
- 2005 - Robin Gibb with the Neue Philharmonie Frankfurt Orchestra Live
- 2011 - Robin Gibb with the Danish National Orchestra

### Singoli
- 1969 - Saved By The Bell
- 1969 - One Million Years
- 1970 - August, October
- 1978 - Oh Darling
- 1980 - Help Me!
- 1983 - Juliet
- 1983 - Another Lonely Night in New York
- 1983 - How Old Are You?
- 1984 - Another Lonely Night In New York
- 1984 - Boys Do Fall In Love
- 1984 - Secret Agent
- 1985 - Like A Fool
- 1986 - Toys
- 2002 - Please
- 2003 - Wait Forever
- 2003 - A Lover's Prayer (con Alistair Griffin)
- 2005 - First of May (con G4)
- 2006 - Mother of Love
- 2007 - Too Much Heavenn (con gli US5)
- 2008 - Alan Freeman Days
- 2009 - (Barry) Island in the Stream
- 2011 - I've Gotta Get a Message to You (con i The Soldiers)
- 2012 - Don't Cry Alone
- 2014 - I Am the World
- 2014 - Days of Wine and Roses